# Краонель
Краоне́ль (фр. Craonnelle) — коммуна во Франции, находится в регионе Пикардия. Департамент коммуны — Эна. Входит в состав кантона Гиньикур. Округ коммуны — Лан.
Код INSEE коммуны — 02235.

## Население
Население коммуны на 2010 год составляло 111 человек.
| 1962 | 1968 | 1975 | 1982 | 1990 | 1999 | 2010 |
| ---- | ---- | ---- | ---- | ---- | ---- | ---- |
| 126  | 89   | 92   | 80   | 97   | 111  | 111  |

## Экономика
В 2010 году среди 75 человек трудоспособного возраста (15—64 лет) 52 были экономически активными, 23 — неактивными (показатель активности — 69,3 %, в 1999 году было 63,9 %). Из 52 активных жителей работали 45 человек (26 мужчин и 19 женщин), безработных было 7 (5 мужчин и 2 женщины). Среди 23 неактивных 6 человек были учениками или студентами, 8 — пенсионерами, 9 были неактивными по другим причинам.